# Cellule de Fananas
Les cellules de Fananas (parfois aussi nommées cellules gliales de Fañanás à plumes) sont une variété des cellules gliales dans le cortex cérébelleux. Elles sont situées au niveau de la couche moléculaire et partiellement dans la couche des cellules de Purkinje, comme les autres cellules gliales spéciales du cervelet, les cellules de Bergmann. Ils font partie d'une sorte particulière d'astrocytes.

## Étymologie
Les cellules de Fananas doivent leur nom à leur découvreur, Jorge Ramón y Cajal Fañanás, un fils de Santiago Ramón y Cajal, qui les a découvertes en 1916.

## Histologie
Les études microscopiques montrent que les cellules de Fananas portent des prolongements rectilignes courts qui s'étendent parallèlement aux cellules de Bergmann dans la couche des cellules de Purkinje, où elles sont situées auprès des péricaryons des cellules de Purkinje. Leurs prolongements ne contiennent pas des filaments gliales intermédiaires comme la GFAP et ils ne font pas partie de la glia limitans, formée par les astrocytes.
On peut distinguer trois formes des cellules de Fananas, telles avec :
- une seule plume ;
- deux plumes ;
- plusieurs plumes.

Les plumes correspondent à des fines granulations latérales des cellules dans la couche moléculaire.
Les structures microscopiques des cellules de Fananas peuvent seulement être rendues visible en utilisant une coloration au chlorure d'or, inventée par Santiago Ramón y Cajal,.

## Rôle et pathologie
Le rôle des cellules de Fananas dans le cortex cérébelleux est inconnu jusqu'à présent.
Une enquête quantitative de 1993 a examiné la relation entre la maladie de Creutzfeldt-Jakob et l'expression de Vimentine des cellules gliales cérébelleux mais la recherche n'a pas pu fournir une preuve que les cellules de Fananas nécessairement jouent un rôle important dans l'étiologie de la maladie.